# 津倉亀作
津倉 亀作（つくら かめさく、1879年（明治12年）9月1日 - 1947年（昭和22年）2月27日）は、昭和時代の政治家。実業家。立憲民政党所属の衆議院議員。
静岡県磐田郡掛塚町長。大日本帝国陸軍軍人。最終階級は陸軍主計中尉。

## 経歴
静岡県長上郡、のちの磐田郡掛塚町（竜洋町を経て現磐田市）出身。津倉勘六の弟として生まれ先代の津倉録平の養子となり1891年（明治24年）家督を相続する。日露戦争に従軍し、陸軍主計中尉に進む。
掛塚町会議員、磐田郡会議員、浜松市会議員、静岡県会議員、掛塚町長、所得税調査委員などを歴任。また材木商を営み、浜松商工会議所副会頭、浜松倉庫、浜松合同運送各取締役社長、遠州銀行、帝国製帽、浜松貯蓄銀行各監査役を務めた。
1937年（昭和12年）4月の第20回衆議院議員総選挙では静岡県第3区から民政党公認で出馬し当選。衆議院議員を1期務めた。